# Biberovo Polje
Biberovo Polje är en ort i Bosnien och Hercegovina.   Den ligger i entiteten Federationen Bosnien och Hercegovina, i den nordöstra delen av landet, 100 kilometer norr om huvudstaden Sarajevo. Biberovo Polje ligger 209 meter över havet och antalet invånare är 771.
Terrängen runt Biberovo Polje är kuperad åt sydväst, men åt nordost är den platt. Runt Biberovo Polje är det ganska tätbefolkat, med 93 invånare per kvadratkilometer.. Närmaste större samhälle är Gračanica, 13,1 kilometer sydväst om Biberovo Polje. 
Omgivningarna runt Biberovo Polje är en mosaik av jordbruksmark och naturlig växtlighet.